# Alexandru Tudor-Miu
Alexandru Tudor-Miu (n. 25 februarie 1901, Brazi, România – d. 26 iulie 1961, Câmpina, Prahova, România) a fost un profesor de școală, poet și scriitor suprarealist român.

## Biografie
Născut într-o familie de țărani din Brazi, județul Prahova, Alexandru a urmat școala primară în satul natal, urmat de liceul din Ploiești. Între anii 1918 și 1920, a lucrat ca profesor la Valea Călugărească/Pantazi, în județul său natal. În 1921, a fost asistent de laborator la rafinărie din Câmpina și ulterior a fost angajat de compania Concordia-Electrica. Din 1945 până la moartea sa, a condus școala electrotehnică din Câmpina.

## Operă
Împreună cu Geo Bogza, a început mișcarea suprarealistă locală. Inspirat de revista lui Urmuz, a fondat și editat încă trei alte reviste, "Câmpina" (1927-1929), "Prahova" (1930) și "Strada" (1932-1936).
Prima sa poezie a fost publicată în "Ploieștii literari" în 1921; prima sa carte a fost Epode din 1932. Celelalte două volume au fost Standard, poeme de petrol și energie (1934) și Întâlnire cu pasărea Phoenix (1947). Revistele care au publicat operele sale includ Contimporanul, Universul literar, Izbânda, Viața literară, România Literară, Națiunea și Viața Românească.
A lăsat în urmă trei volume de poezie sub formă manuscrisă (Albastru - poeme de mare, Steaua Doftanei și Cheia Universală), o carte de reportaje publicate în ziare (Excursii) și o monografie istorică a Câmpinei.
| “ | „Poeziile sale, pline de metafore, au fost scrise în mod suprarealist.” | ” |

Aurel Sasu (editor), "Dicționarul biografic al literaturii române", vol. II, p. 732. Pitești: Editura Paralela 45, 2004. ISBN:  973-697-758-7 </ref>